# Cylindrophis aruensis
Cylindrophis aruensis är en ormart som beskrevs av Boulenger 1920. Cylindrophis aruensis ingår i släktet cylinderormar och familjen Cylindrophiidae. Inga underarter finns listade i Catalogue of Life.
Denna orm förekommer endemisk på ön Aru i Indonesien väster om Nya Guinea.